# Onneca Fortúnez de Pamplona
Onneca u Oneca (Íñiga) Fortúnez de Pamplona (c. 848 – después de 958) fue una noble vascona del Reino de Pamplona, posteriormente denominado Reino de Navarra. Era hija de Fortún Garcés de Pamplona y su esposa Auria u Oria (Awriya bint Lubb ibn Musa).
Por la época en que nació Onneca, la península ibérica se encontraba bajo el dominio de la dinastía musulmana Omeya. Solo los reinos del norte de Asturias y Pamplona y los condados catalanes permanecían cristianos, perpetuando las tradiciones hispanorromanas visigodas. Onneca era miembro de la Casa de los Íñiguez, que hacía honor a su bisabuelo Íñigo Arista, quien había fundado el Reino de Pamplona hacia 824, apenas 25 años antes del nacimiento de Onneca. La información sobre la vida de Onneca es parcial. Datos biográficos sobre ella provienen de dos fuentes principales: el Códice de Roda y los relatos de historiadores musulmanes andalusíes, que hacen referencia a Onneca por el nombre árabe Durr (در), que significa "perla". 
Onneca es conocida principalmente por haber contraído matrimonio con un príncipe de la dinastía Omeya. Aunque las uniones matrimoniales entre concubinas esclavas cristianas y gobernantes musulmanes eran frecuentes, el caso de Onneca es uno de los pocos ejemplos en los cuales una princesa cristiana contrajo matrimonio con la realeza musulmana. Este matrimonio generó lazos familiares entre las familias gobernantes cristianas y musulmanas de la península ibérica, conduciendo inicialmente a una colaboración estrecha entre la casa de Íñiguez y los musulmanes Omeyas. Los efectos políticos del matrimonio de Onneca se hicieron sentir más allá de su muerte, acaecida en fecha incierta.

## Matrimonio con el Emir Abdullah

La península ibérica a comienzos del siglo X:
Emirato de Córdoba
Reino de Asturias
Reino de Pamplona
Territorios de Banu Qasi

Fortún Garcés, padre de Onneca, que era el heredero al trono de Pamplona, fue capturado en el año 860 en el pueblo de Milagro durante una expedición punitiva contra el pequeño reino de Pamplona comandada por Muhammad I, emir musulmán de Córdoba. La expedición asoló el territorio del reino cristiano y las fuerzas musulmanas se apoderaron de tres castillos. Fortun Garcés, apodado al-Anqar (الأنقر) por los musulmanes a causa de ser tuerto, fue llevado a Córdoba, donde permaneció detenido durante dos décadas en un cautiverio dorado.
Onneca acompañó o siguió a su padre a Córdoba, donde se casó con Abdullah (o Abd Allah), el hijo de Muhammad I, hacia 862/863. Se desconoce cuándo o cómo llegó a Córdoba. Tal vez fuese capturada junto con su padre o enviada a acompañar a su padre en la corte en una fecha posterior. Posiblemente Onneca era todavía una adolescente cuando le dio a Abdullah un hijo llamado Muhammad en el año 864. Al convertirse en esposa de Abdullah, Onneca pasó a ser llamada Durr, un nombre árabe que significa "perla". Según algunas fuentes, se convirtió al Islam. Además de Muhammad, Onneca y Abdullah fueron padres de dos hijas: al-Baha' y Fátima la joven; al parecer tuvieron otro hijo, Zayd ibn Abd Allah, padre de Zaydan ibn Zayd, el Zedán Zada de los libros de linajes portugueses.
Hacia 882, después de permanecer casi dos décadas en Córdoba, Onneca debió regresar a Pamplona con su padre, quien había tomado recientemente posesión del trono, y por tanto abandonó a su marido e hijos musulmanes.
Abdullah se convirtió en emir en 888, y Muhammad, el hijo de Onneca, fue designado heredero al trono. Sin embargo, el 28 de enero de 891 Muhammad fue asesinado por al-Mutarrif, su medio hermano más joven. Existen discrepancias entre los historiadores sobre si al-Mutarrif actuó impulsado por su propia cuenta o si fue instigado por su padre Abdullah. Al-Mutarrif no fue ajusticiado de inmediato, pero nuevamente sospechoso de traición fue decapitado en 895 por orden de su padre. Por lo tanto Abd-ar-Rahman, el hijo de Muhammad que había nacido tres semanas antes del asesinato de su padre, fue quien sucedió a su abuelo Abdullah como emir de Córdoba. Conocido en Occidente como Abd-ar-Rahman III, posteriormente se coronó califa. Por lo tanto, Onneca fue abuela por parte paterna de Abd-ar-Rahman III, quien heredó de ella y de su madre Muzna, de raíces vascas, rasgos europeos tales como ojos azules y pelo rojizo claro, el cual Abd-ar-Rahman intentó modificar tiñéndose su barba para asemejarse más a un árabe típico.

## Matrimonio con Aznar Sánchez de Larraún
Al poco tiempo de regresar a Pamplona, casó con su primo el conde Aznar Sánchez de Larraún, hijo de Sancho Garcés y nieto de García Íñiguez de Pamplona. Tuvieron un hijo y dos hijas, probablemente nacidos entre 883 y 890. Sus hijas, Toda y Sancha, se convertirían en reinas consortes de Pamplona al contraer matrimonio con miembros de la dinastía Jimena, que llegó al poder en el año 905 después de desplazar del trono al padre de Onneca, Fortún Garcés: 
- Sancho, de quien se tienen noticias solamente a través de las genealogías del Códice de Roda, probablemente fallecido siendo joven.[3]
- Toda Aznárez, que se casó con Sancho Garcés I de Pamplona, uniendo a las casas reales de Íñiguez y Jimena.[14]
- Sancha Aznárez, que contrajo matrimonio con Jimeno Garcés, hermano y sucesor de Sancho Garcés I de Pamplona. Según el Códice de Roda, fue asesinada en Galias in villa Laco por su hijo García Jiménez, quien después fue asesinado por Ihoannes Belescones et Cardelle Belascones in Salerazo.

## Cronologías alternativas
El Códice de Roda, la única fuente que proporciona información sobre el matrimonio cristiano de Onneca, ubica la unión con su primo Aznar Sánchez de Larraún antes de su casamiento, y como viuda con Abdullah de Córdoba.
Basado en esto, el historiador francés Évariste Lévi-Provençal desarrolló una cronología de la vida de Onneca que sitúa su nacimiento hacia 835. Lévi-Provençal opina que Onneca no acompañó a su padre de regreso a Pamplona en 882, o bien porque ya había fallecido, o porque se había convertido al islam y prefirió quedarse en el harem de Abdullah. Sin embargo, esta cronología entraña problemas, ya que implica que los hijos de Onneca y Aznar nacieron antes o muy poco después de la captura de su padre en 860, con lo cual Toda Aznárez, la hija de Onneca, sería sexagenaria para cuando nació su hijo García Sánchez I (que se sabe aconteció en 919 o 922), y casi una mujer centenaria para cuando realiza su visita a Córdoba en el año 958. Por consiguiente, la mayoría de los historiadores que han estudiado el tema han concluido que el Códice de Roda yerra en cuanto al orden de los dos matrimonios de Onneca.
En una desviación más sustantiva de la genealogía de Roda, el historiador Alberto Cañada Juste sugiere que los desafíos cronológicos son abrumadores, y en lugar de cambiar simplemente el orden de los matrimonios, postula que la identidad de la princesa Onneca de Pamplona, que fue a Córdoba para convertirse en Durr y por tanto la abuela de Abd al-Rahman III, ha sido confundida por la fuente de Roda. En lugar de ser Onneca Fortúnez, viuda de Aznar Sánchez de Laron, sugiere que se trataba de otra princesa Onneca de Pamplonaː su tía paterna Onneca Garcés, viuda de Aznar Galíndez II, Conde de Aragón.

## Legado
La importancia histórica de Onneca se debe a que ella proporciona una conexión genealógica entre los califas musulmanes de Córdoba y los reyes cristianos de Pamplona, como también entre las dos primeras dinastías reales de Pamplona. Mediante su primer matrimonio, Onneca se convirtió en abuela paterna de Abd-ar-Rahman III (o Abderramán) de Córdoba, y por su segundo matrimonio en la abuela materna de García Sánchez I de Pamplona. Abd-ar-Rahman III fue el antecesor directo de todos los califas Omeyas de Córdoba, mientras que la línea ininterrumpida de descendencia de García Sánchez I los convierte en un ancestro directo de la casa real reinante actualmente en España.
Hacia la época en que nace Onneca, la Reconquista estaba comenzando a cobrar impulso. Como resultado de este contexto político cargado de religiosidad, las relaciones entre los descendientes musulmanes y cristianos de Onneca a menudo estuvieron marcadas por el conflicto. Su nieto Abd-ar-Rahman III primero derrotó en 920 a Sancho Garcés I de Pamplona, esposo de su tía Toda en la Batalla de Valdejunquera. Su ejército saqueó Pamplona en 924, quemando la catedral. En el año 934, mientras Abd-ar-Rahman III se encontraba de campaña por el norte de España, Toda, que ya había enviudado, pactó la paz con él y negoció para que su joven hijo García Sánchez I (del cual ella era regente) obtuviera la confirmación del califa de su título real. En este momento el reino de Pamplona era súbdito del califato de Cordóba, Toda había colocado su territorio bajo la protección de Abd-ar-Rahman III. Sin embargo, rompió el tratado de paz en 937 al establecer una alianza con Ramiro II de León y el gobernador Tuyibí de Zaragoza, que se había rebelado contra Abd-ar-Rahman III. Luego de que el califa los derrotrara, Toda se sometió y acordó respetar el antiguo tratado. A pesar de haber empeñado su palabra, violó el tratado por segunda vez en 939, cuando las tropas de su hijo García Sánchez I de Pamplona participaron en la Batalla de Simancas (también llamada Alhandega) junto con las tropas de Ramiro II de León. García Sánchez I y Ramiro II alcanzaron una victoria resonante sobre el ejército de Abd-ar-Rahman III. Después de la batalla, se acordó la paz entre el califa y sus adversarios cristianos. Sin embargo, los lazos familiares creados por los dos matrimonios de Onneca también dieron lugar a ocasionales gestos de cordialidad y amistad entre los gobernantes cristianos y musulmanes de la península ibérica. Un ejemplo en este sentido tuvo lugar en 958, cuando Toda, la hija de Onneca, buscaba una cura para el problema de obesidad de su nieto leonés Sancho I, problema que era en gran medida la causa de su desplazamiento del trono, dado que lo imposibilitaba de montar a caballo y comandar un ejército. Puesto que por aquella época Córdoba era famosa por sus médicos, Toda solicitó la ayuda de Abd-ar-Rahman III, quien consultó a su médico judío Hasdai ibn Shaprut, el cual prometió curar a Sancho con la condición de que Toda visitara Córdoba. Por lo tanto, Toda, acompañada por su hijo García y su nieto Sancho, llegó en el año 958 a Córdoba, donde Abd-ar-Rahman III los recibió en su palacio de Medina Azahara, con grandes honores y pompa; la comitiva de Toda incluía nobles y clérigos. La llegada de una reina cristiana a la capital de un califato islámico mejoró el prestigio de Abd-ar-Rahman III ante sus súbditos, y es considerado un hito en la historia de la diplomacia medieval. El tratamiento médico de Sancho tuvo éxito y fue «aliviado de su excesiva corpulencia». El episodio dio lugar a una alianza para mutuo beneficio del califa y sus parientes cristianos.